# بينيتو أرتشونديا
بينيتو أركونديا (بالإسبانية: Armando Archundia)‏، من مواليد 21 مارس 1966، حكم كرة قدم مكسيكي دولي، وهو حكم دولي منذ عام 1993.
حكم في كأس العالم لكرة القدم 2006.
حكم في كأس القارات 2009.

## روابط خارجية
- بينيتو أرتشونديا على موقع Soccerway.com (الإنجليزية)